# XHG-C3
XHG-C3 est une bande dessinée belge, dessinée et scénarisée par William Vance. C'est un recueil d'histoires courtes de science-fiction, sous-titré Le Vaisseau rebelle.

## Album
- XHG-C3 - Le Vaisseau rebelle (1995)  (ISBN 9-0564-6-002-1)

N.B. Il existe une édition de luxe  (ISBN 9-0564-6-004-8)

## Histoire
Cet album comprend :
- 2 histoires courtes :
  - Le Vaisseau rebelle (15 planches), qui a donné son sous-titre à l'album,
  - La Terre de mes ancêtres (17 planches),
- 4 pages de dessins ayant pour thème la S.F. :
  - W. Vance's S.F.

## Anecdotes
Cet album est paru 12 ans après la parution en presse de ses histoires, dans le magazine féminin Femmes d'aujourd'hui (peut-être d'autres). Les épisodes de Le vaisseau rebelle sont parus entre le 3/05 et le 9/08/1983, soit 15 épisodes, et ont été suivi par ceux de sa suite, La terre de nos ancêtres (le titre a été modifié pour l' album en La terre de mes ancêtres) entre le 16/08 et le 6/12/1983,soit 17 épisodes, donc en tout 32 épisodes. Pour la parution en album, la lisibilité des bulles a été améliorée.
- L'éditeur est Gibraltar, mais le début du code ISBN[1] (90) indique une provenance des Pays-Bas.
- L'éditeur est Gibraltar, probablement en référence au lieu de résidence de William Vance.
- L'album comporte la mention: maquette et design by W. Vance.